# Agurk (botanisk slægt)
 For alternative betydninger, se agurk. (Se også artikler, som begynder med agurk)
Agurk (Cucumis) er en slægt med ca. 50 arter, der er udbredt i Afrika og Asien. Det er enårige urter, med nogle få arter, som er halvbuske. Vækstformen er oftest krybende eller klatrende. Rodsystemet er vidtstrakt og højtliggende. Stænglerne er kantede og hårede i én eller anden grad. Planterne er sympodiale, og hver knop udvikler et enkelt blad og en slyngtråd. Bladene er hele og stilkede. Bladpladen er rund, nyreformet, trekantet-ægformet eller (mere ualmindeligt) let hjerteformet eller oval og håndlappet med tre til fem indskæringer, som danner lapper eller flige. Bladranden er tandet, dobbelt tandet eller uden indskæringer. Bladoverfladen er ru eller (sjældent) glat. Blomsterne er i de fleste tilfælde énkønnede, men sådan at den enkelte plante bærer blomster af begge køn. Frugterne er bær med mange frø.
| Beskrevne arter |

- Afrikaagurk (Cucumis metulifer)
- Almindelig agurk (Cucumis sativus)
- Anguriaagurk (Cucumis anguria)
- Melon (Cucumis melo)

| Andre arter |

| - Cucumis aculeatus - Cucumis aetheocarpus - Cucumis africanus - Cucumis asper - Cucumis baladensis - Cucumis bryoniifolius - Cucumis canoxyi - Cucumis carolinus - Cucumis cinereus - Cucumis clavipetiolatus - Cucumis dipsaceus - Cucumis engleri - Cucumis ficifolius | - Cucumis globosus - Cucumis gracilis - Cucumis hastatus - Cucumis heptadactylus - Cucumis hirsutus - Cucumis humifructus - Cucumis hystrix - Cucumis × hytivus - Cucumis indicus - Cucumis insignis - Cucumis javanicus - Cucumis jeffreyanus - Cucumis kalahariensis | - Cucumis kelleri - Cucumis kirkbridei - Cucumis leiospermus - Cucumis maderaspatanus - Cucumis meeusei - Cucumis messorius - Cucumis myriocarpus - Cucumis prolatior - Cucumis prophetarum - Cucumis pubituberculatus - Cucumis pustulatus - Cucumis quintanilhae - Cucumis reticulatus | - Cucumis rigidus - Cucumis ritchiei - Cucumis rostratus - Cucumis sacleuxii - Cucumis sagittatus - Cucumis silentvalleyi - Cucumis subsericeus - Cucumis thulinianus - Cucumis zeyheri |

## Note
1. ↑  E. Křístková, A. Lebeda, V. Vinter og O. Blahoušek: Genetic resources of the genus Cucumis and their morphological description Arkiveret 24. marts 2014 hos  Wayback Machine (engelsk)

## Eksternt link
- Wkikbooks: Kalorietabel